# Elachiptereicus abessynicus
Elachiptereicus abessynicus är en tvåvingeart som beskrevs av Becker 1913. Elachiptereicus abessynicus ingår i släktet Elachiptereicus och familjen fritflugor. Inga underarter finns listade i Catalogue of Life.